# Gerardo Bugallo
Gerardo Ángel Bugallo Ottone (Madrid, España, 21 de septiembre de 1954) es un diplomático y abogado español.

## Biografía
Nació en la capital española el día 21 de septiembre de 1954. Es licenciado en Derecho por la Universidad Complutense de Madrid y también tiene un Diploma en Estudios internacionales por la Escuela Diplomática. Al terminar su formación superior, en 1984 ingresó en la carrera diplomática como Secretario de segunda clase, Director Jefe de la Sección del Caribe en la Dirección General de Política Exterior para Iberoamérica y Secretario de la Embajada Española en Argelia.
Ya durante los años siguientes de manera sucesiva ha sido: en 1987 Ministro Consejero de la Embajada en Budapest, en 1988 Secretario de primera clase, en 1990 Cónsul Adjunto en el Consulado General en Nueva York (Estados Unidos), en 1993 Vocal Asesor en la Dirección General de Política Exterior para Europa, en 1994 Subdirector General para América del Norte, en 1996 Consejero Cultural de la Embajada en Tokio (Japón), en 2001 Vocal Asesor en el Gabinete de la Presidencia del Gobierno, en 2002 Director general de Política Exterior para Asia, Pacífico y América del Norte, y en 2006 Representante Permanente Adjunto ante la Oficina de la Organización de las Naciones Unidas en Ginebra (ONU), así como Embajador ante la Conferencia de desarme (CD).
Posteriormente en 2009, fue nombrado Cónsul General de España en Sídney (Australia) y Embajador de España en Ucrania.
El 3 de julio de 2017, se firma su cese como Embajador de España en Ucrania y es nombrado Embajador del Reino de España ante la Santa Sede,, y el 21 de julio Embajador de España ante la Soberana y Militar Orden de Malta con residencia en Roma. El 2 de octubre presentó sus cartas credenciales al Santo Padre Francisco.